# Lingdi (sockenhuvudort i Kina, Zhejiang Sheng, lat 28,29, long 120,95)
Lingdi (kinesiska: 岭底, 岭底乡, 南充) är en sockenhuvudort i Kina. Den ligger i provinsen Zhejiang, i den östra delen av landet, omkring 230 kilometer söder om provinshuvudstaden Hangzhou. Antalet invånare är 4 988. Befolkningen består av 2 413 kvinnor och 2 575 män. Barn under 15 år utgör 16,0 %, vuxna 15-64 år 63 %, och äldre över 65 år 20,0 %.
Runt Lingdi är det tätbefolkat, med 819 invånare per kvadratkilometer. Närmaste större samhälle är Hongqiao, 10,6 km sydost om Lingdi. I omgivningarna runt Lingdi växer i huvudsak blandskog.
Genomsnittlig årsnederbörd är 2 185 millimeter. Den regnigaste månaden är juni, med i genomsnitt 368 mm nederbörd, och den torraste är januari, med 71 mm nederbörd.